# Walter Liebetrau
Walter Liebetrau (* 13. Februar 1944 in Neuenkruge (Oldenburg)) ist ein deutscher Politiker (SPD). Er war Mitglied der Bremischen Bürgerschaft. 

## Biografie
Liebetrau war als Polizeibeamter in Bremen tätig. Er war Mitglied der Gewerkschaft und später im Vorstand der Seniorengruppe der Gewerkschaft der Polizei in Bremen.
Er wurde Mitglied der SPD und er war aktiv im Vorstand seines Ortsvereins und des SPD-Unterbezirks Bremen-West.

Er war von 1991 bis 1995 Mitglied der 13. Bremischen Bürgerschaft und dort Mitglied verschiedener Deputationen.
Er war über 50 Jahre Mitglied der Arbeiterwohlfahrt. 